# Die drei Philosophen
Die drei Philosophen ist ein um 1508 bis 1509 vollendetes Ölgemälde des italienischen Renaissancemalers Giorgione, das im Auftrag des venezianischen Adligen Taddeo Contarini ausgeführt wurde. Es befindet sich heute im Kunsthistorischen Museum in Wien.

## Beschreibung
Die Bezeichnung des Werkes rührt aus einer Schrift Marcantonio Michiels, der es 1525 in der Sammlung Taddeo Contarinis sah. 

„Das Ölgemälde mit den drei Philosophen in einer Landschaft, zwei stehende und ein sitzender, der die Sonnenstrahlen betrachtet, mit diesem so wunderbar gemalten Felsen ...“

Die drei Figuren weisen deutliche allegorische Züge auf: einen bärtigen Alten, einen orientalischen Gelehrten (möglicherweise Avicenna darstellend) sowie einen sitzenden jugendlichen Mann in einer Naturlandschaft. Im Hintergrund ist ein Dorf inmitten von Bergen zu sehen, ganz hinten ein blaues Objekt mit unbekannter Bedeutung. Der junge Mann betrachtet eine Höhle am linken Bildrand und vermisst diese offenbar mit einem Gerät.

## Deutungen
Die kunstgeschichtliche Literatur deutet das Werk unterschiedlich. Nach verbreiteter Interpretation repräsentieren die drei Männer nicht die Weisen aus dem Morgenland vor der Geburtsgrotte Jesu, sondern die drei Stadien des menschlichen Geisteslebens: der Renaissance (der junge Mann), der arabischen Welt (der Mann mit Turban) sowie des Mittelalters (der Alte). Wieder andere vermuten in Bezug auf das gelehrte Engagement Contarinis astrologische und alchemistische Andeutungen.
Laut neuen Forschungsergebnissen folgt aus der unterschiedlichen Darstellung der drei Männer, die Abbildung bestimmter Philosophen. Der junge Mann links mit dem Winkeleisen ist Pythagoras neben seinen beiden Lehrern Pherekydes von Syros und Thales von Milet. Hierbei habe sein Beiname Syrios („von Syros“) zur irrigen Annahme geführt, es habe sich bei Pherekydes um einen orientalischen Syrer gehandelt, was die Darstellung des mittleren der drei Philosophen auf dem Gemälde erkläre. Auch diese Deutung des Gemäldes ist allerdings umstritten.
Die Sozialphilosophin Agnes Heller, eine Schülerin von Georg Lukács, beschreibt das venezianische Bild als die "für die venezianische Entwicklung repräsentativen Philosophentypen: den Thomisten, den Averroisten und den Naturphilosophen". Mit dieser Interpretation stützt Heller ihre Argumentation, dass in Venedig im Gegensatz zu Florenz der Determinismus in der Renaissance dominierte.
- Details aus dem Gemälde Die drei Philosophen

"Details
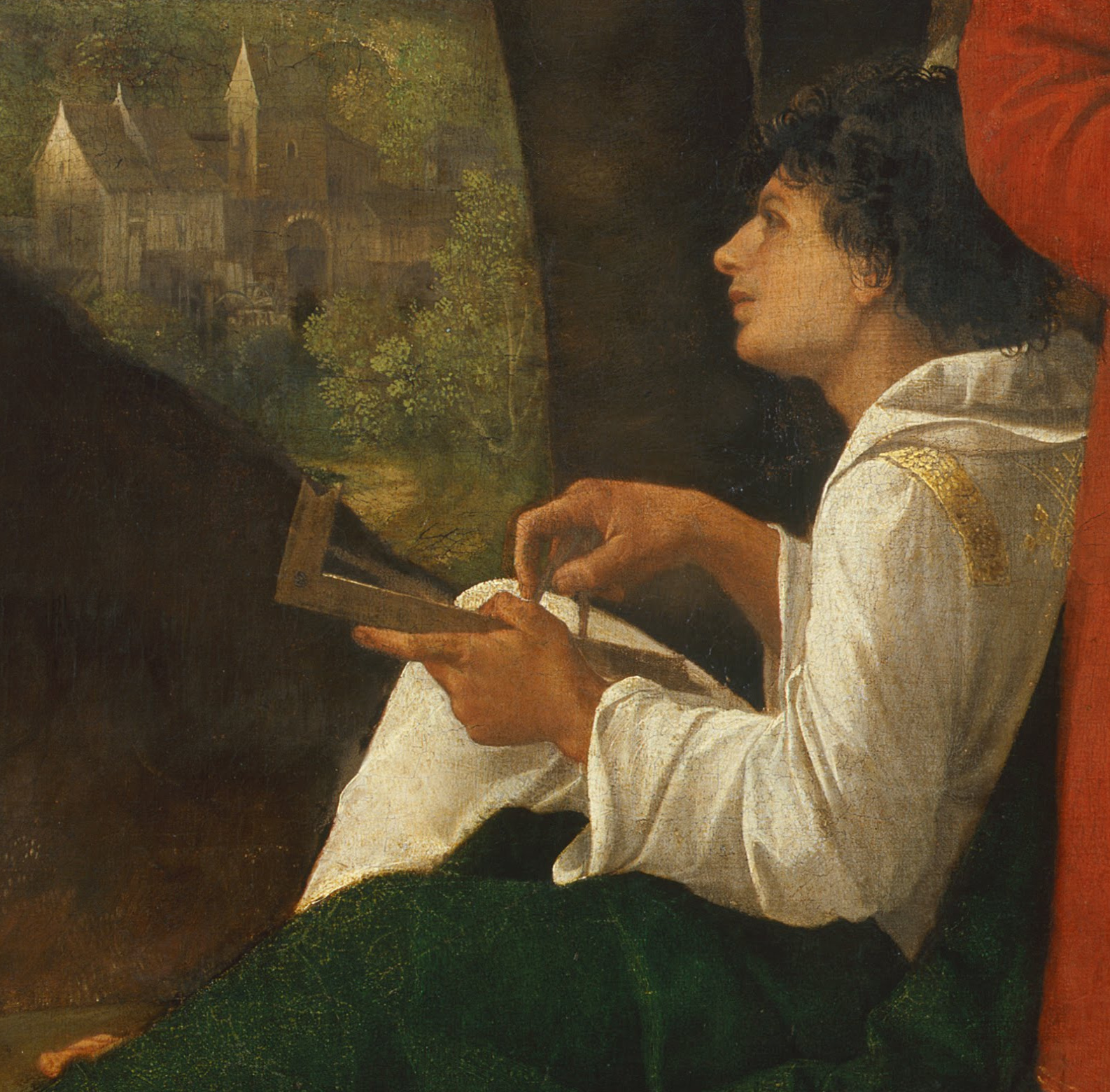
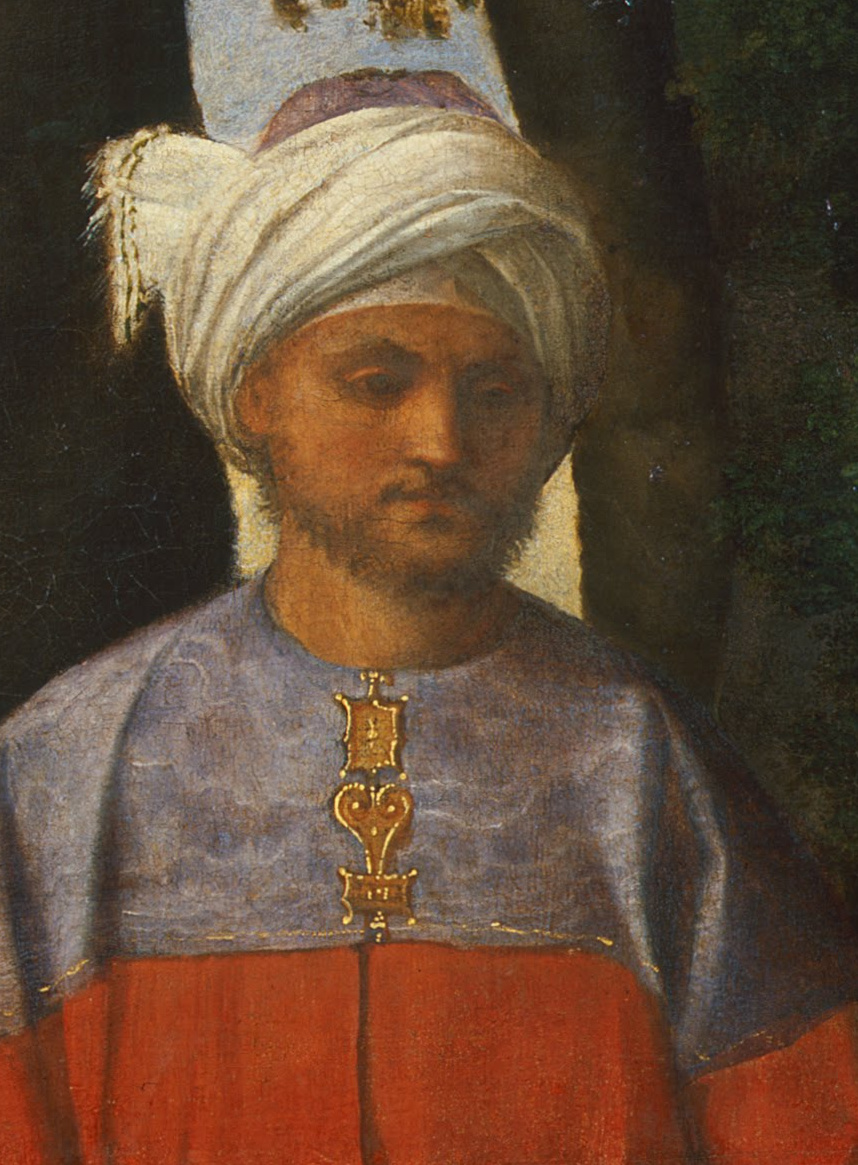
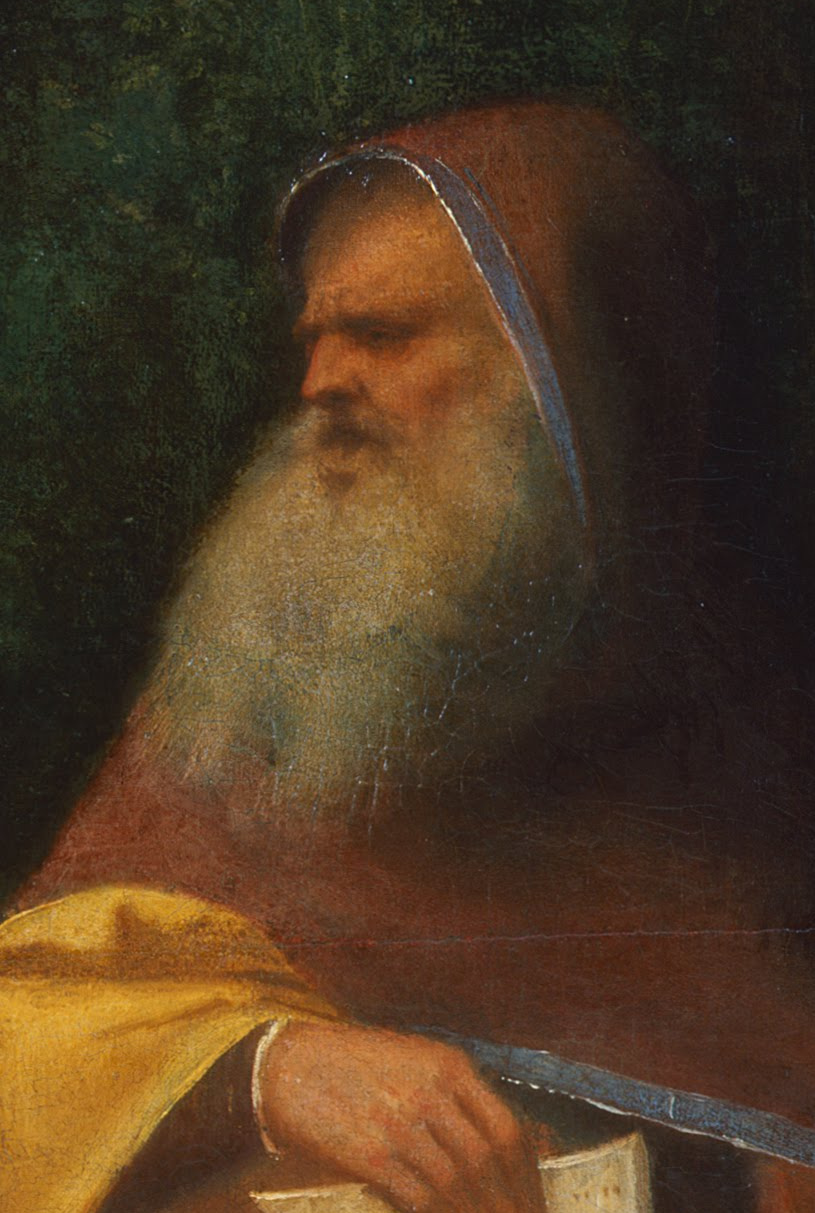
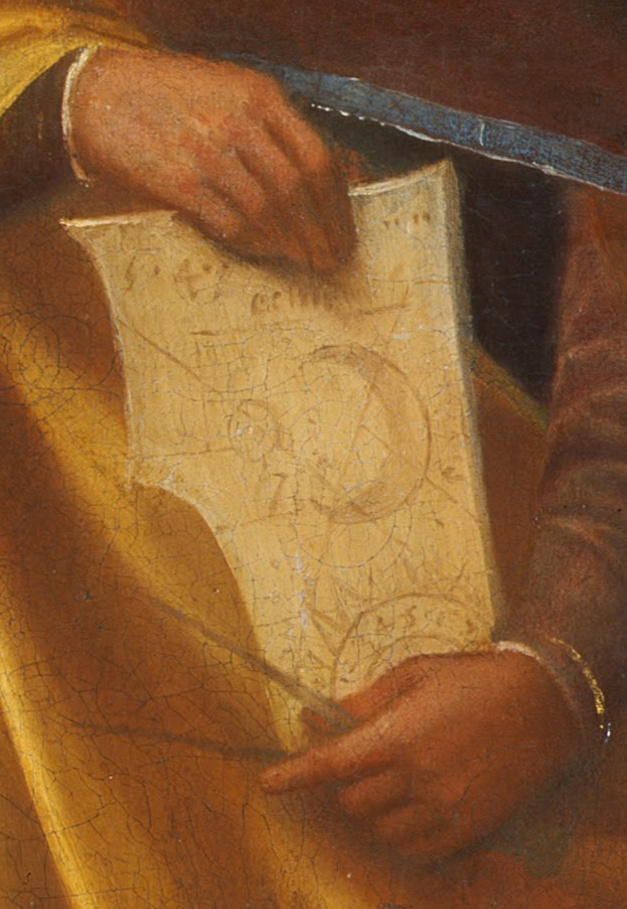

Als ein Thema des Bildes wurde die Gegenüberstellung von Licht und Dunkelheit mit der Darstellung der Allegorie der drei Lebensalter durch die Philosophen gesehen, deren Metapher vor der Beschneidung des Bildes am linken Rand noch deutlicher war, als der dunkle Felsen der linken Seite mehr als die Hälfte der Bildfläche einnahm. Der junge Philosoph betrachtet die Dunkelheit, der reife östliche Philosoph die Welt und der älteste fast blinde Philosoph hält ein Diagramm mit Berechnungen.